# Federación de Accionistas y Socios del Fútbol Español
La Federación de Accionistas y Socios del Fútbol Español (FASFE) es una organización sin ánimo de lucro formada por asociaciones de aficionados y pequeños accionistas de clubes de fútbol españoles. Los fines estatutarios de FASFE son la promoción de la propiedad democrática de los clubes por sus aficionados, la defensa del papel de los clubes como instituciones cívicas y sociales y la preservación de los valores competitivos del fútbol en España promoviendo la salud del juego en su conjunto. FASFE pertenece a Football Supporters Europe (FSE) la federación europea de aficionados al fútbol y a Supporters Direct Europe, la red europea de aficionados que promueve la propiedad de los clubes por sus masas sociales.

## Organización
FASFE está constituida como federación de asociaciones, sometida a la Ley Española de Asociaciones de 2002 e inscrita en el Registro de Asociaciones del Ministerio del Interior. El órgano supremo de decisión de FASFE es la Asamblea General, formada por todas las asociaciones miembro de la federación.

## Actividades
FASFE trabaja en los siguientes ámbitos:
- La fundación de asociaciones de aficionados y pequeños accionistas para asegurar órganos democráticos, transparentes que representen a los aficionados en sus clubes.
- La representación democrática de los aficionados en los órganos de administración de sus clubes.
- La promoción de la propiedad de acciones de los clubes por las asociaciones de aficionados y la sindicación de acciones bajo la influencia de estas asociaciones.
- La representación conjunta de los intereses comunes de los aficionados ante los organismos deportivos y resto de instituciones.
- La prospección y promoción de posibles alternativas jurídicas al régimen de sociedades anónimas deportivas que mejoren la Ley del Deporte. Así como velar específicamente por la aplicación de la misma.
- La promoción ante las instancias políticas españolas y europeas de las iniciativas legislativas necesarias para la devolución de la propiedad y/o control de la gestión de los clubes a/por los aficionados.

## Historia
FASFE nació en el año 2008 cuando representantes de seis organizaciones de aficionados y pequeños accionistas de clubes de fútbol españoles decidieron federarse.
La existencia de estas asociaciones de pequeños accionistas y aficionados surge como reacción a la obligatoria transformación de la mayoría de los clubes de fútbol profesional españoles que en 1992 pasaron de ser clubes democráticos a convertirse en sociedades anónimas deportivas (SAD) lo que las alejó de sus comunidades de aficionados que los habían fundado y capitalizado hasta ese momento. Este movimiento está emparentado con el movimiento británico de los Supporters' Trust de similares características al español pero mucho más avanzado y poderoso.
El primer presidente de la Federación de Accionistas y Socios del Fútbol Español es José Ángel Zalba que sigue ejerciendo de presidente en el presente.
A lo largo de los años 2008 y 2009 FASFE, ha ido creciendo en número de miembros constando en julio de 2009 con once asociaciones integradas de aficionados y pequeños accionistas de diez clubes de primera y segunda división.
Desde su fundación, FASFE ha mantenido diversos contactos con los distintos órganos administrativos, políticos y de gobierno del fútbol y participa en el proceso de consultas previo a la modificación de la Ley del Deporte de 1990.
FASFE participa activamente en la fundación y posteriores actividades de Football Supporters Europe (FSE) la federación europea de aficionados al fútbol, contando en su junta directiva con un miembro desde su fundación en julio de 2009 hasta julio de 2010.
A lo largo de 2012 y 2013 FASFE participó como socio español en el proyecto "Mejora de la Gobernanza del Fútbol a través de la Participación de las Aficiones y la Propiedad Comunitaria" coordinado Supporters Direct Europe y financiado la Comisión Europea. Parte de la ejecución de este proyecto fue la celebración de las jornadas del mismo nombre con participación de aficionados de varios clubes de fútbol españoles junto con autoridades nacionales y europeas del deporte y la publicación de la Guía FASFE, un manual para asociaciones de aficionados y pequeños accionistas.
En diciembre de 2014, FASFE denunció el reparto de los derechos de televisión de la liga española ante la Dirección General de Competencia de la Comisión Europea para, según FASFE, lograr un reparto más equitativo que permita una mayor competencia y contribuir a una mayor sostenibilidad financiera de clubes y competición.

## Miembros
- Accionistas Minoritarios del Córdoba C.F..
- Asociación de Oviedistas Espíritu 2003 (Real Oviedo).
- Asociación de Pequeños Accionistas/Aficionados de la Real Sociedad - Errealako Zale eta Akziodun Txikien Elkartea.
- Asociación de Pequeños Accionistas del Real Zaragoza.
- Asociación de Pequeños Accionistas del Sevilla F. C..
- Asociación del Pequeño Accionista del Valencia C. F..
- Associació de Petits i Mitjans Accionistes de l'Espanyol.
- Asociación Por Nuestro Betis (Real Betis).
- Asociación Señales de Humo (Atlético de Madrid).
- Bandera Blanca (Albacete Balompié).
- Béticos por el Villamarín (Real Betis).
- Sentimiento Albinegro (C. D. Castellón).
- Sindicato de Accionistas Minoritarios del Levante U. D..
- Tu Fe Nunca Decaiga (Real Sporting de Gijón).
- Unión Burgalesista (Burgos C.F.)
- Unión y Fuerza (C. D. Tenerife).

## Clubes
- UC Ceares
- CAP Ciudad de Murcia
- SD Logroñés
- CD Palencia Balompié
- FC Tarraco
- Club Atlético de Socios
- Xerez Deportivo FC
- Unionistas de Salamanca CF
- UD Ourense
- Club Polideportivo Almería